# Poekilocerus pictus
Poekilocerus pictus är en insektsart som först beskrevs av Fabricius 1775.  Poekilocerus pictus ingår i släktet Poekilocerus och familjen Pyrgomorphidae. Inga underarter finns listade i Catalogue of Life.

## Bildgalleri

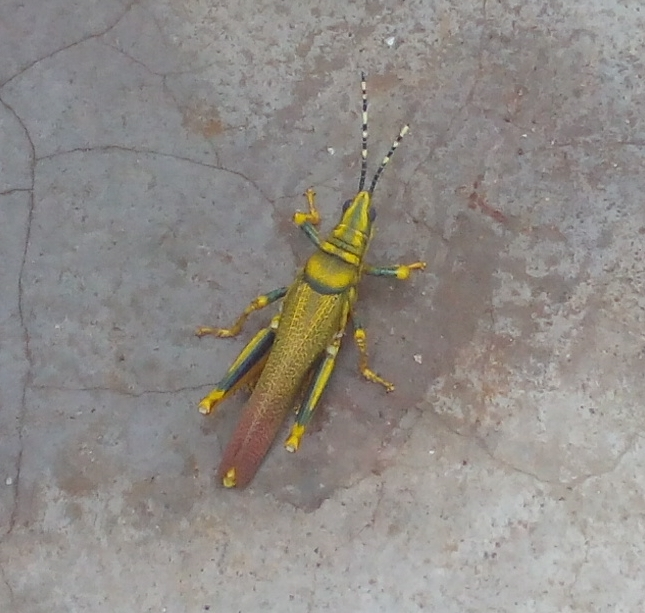